# De fantastische avonturen van Isabelle Avondrood
De Fantastische Avonturen van Isabelle Avondrood (Frans: Les Aventures extraordinaires d'Adèle Blanc-Sec)  is een stripreeks van de Franse striptekenaar Jacques Tardi. 
De avonturen van Isabelle Avondrood spelen zich vooral af in Parijs tussen 1911 en 1922. Isabelle woont in een appartement en is in het begin van de reeks een schrijfster van politieromans.
De avonturen beginnen op 4 november 1911, wanneer in het Parijse natuurhistorisch museum een prehistorisch ei uitkomt en een pterosauriër de stad in rep en roer brengt.
Isabelle verdwijnt tussen 1913 en 11 november 1918, zodat ze de Eerste Wereldoorlog niet meemaakt.
De hoofdpersoon geeft in haar avonturen blijk van een ongeremde nieuwsgierigheid. Zij heeft het vaak te stellen met waanzinnige geleerden, incompetente of gewelddadige politiebeambten, en in het algemeen met personages die model staan voor de menselijke domheid. Haar aanwezigheid alleen lijkt al genoeg te zijn voor het verschijnen van prehistorische monsters.
Thema's in de reeks zijn occultisme, corruptie, incompetentie, en het gevaar van patriottisme.

## Film
In 2010 verscheen in Frankrijk de film Les Aventures extraordinaires d'Adèle Blanc-Sec die gebaseerd is op de avonturen van Isabelle Avondrood. In deze film, geregisseerd door Luc Besson, speelt Louise Bourgoin de hoofdrol.